# バター付きパン
『バター付きパン』 (フランス語: La tartine de beurre、ドイツ語: Das Butterbrot) は、ヴォルフガング・アマデウス・モーツァルト作とされることがあるピアノ楽曲。右手のパートが指1本で演奏できるハ長調のワルツとなっており、「指一本のワルツ」とも呼ばれる。19世紀にブラウンシュヴァイクの出版社リトルフ (Litolff) によって楽譜が出版された作者不詳の作品と考えられ、ケッヘル番号 第6版では KV Anh. C 27.09、「おそらく作者不詳」に分類されている。第3版における分類は KV 284n。2017年現在、国際モーツァルテウム財団のウェブサイト内で本作品を仏独の題名で検索すると「ケッヘル番号なし」を意味する KV deest が結果として返される。なお、ヴォルフガング・アマデウス以外に父親のレオポルト・モーツァルトの作とされることもある。
曲の冒頭部分は次のとおり。